# Hruszówka
Hruszówka (biał. Грушаўка) – wieś w rejonie lachowickim obwodu brzeskiego Białorusi. Dawniej miasto w I Rzeczypospolitej, następnie do 1945 miejscowość w II Rzeczypospolitej.

## Historia
W Rzeczypospolitej Obojga Narodów leżała w województwie nowogródzkim, w powiecie nowogródzkim. Odpadła od Polski w wyniku II rozbioru.
W XIX i w początkach XX w. położona była w Rosji, w guberni mińskiej, w powiecie słuckim.
W dwudziestoleciu międzywojennym leżała w Polsce, w województwie nowogródzkim, w powiecie baranowickim, w gminie Lachowicze. W 1921 miejscowość liczyła 95 mieszkańców, zamieszkałych w 8 budynkach, w tym 50 Białorusinów i 45 Polaków. 51 mieszkańców było wyznania rzymskokatolickiego, 41 prawosławnego i 3 ewangelickiego.
Po II wojnie światowej w granicach Związku Sowieckiego. Od 1991 w niepodległej Białorusi.

### Właściciele dóbr
Od połowy XVII w. do 1939 roku nieprzerwanie Hruszówka pozostawała własnością polskiej rodziny szlacheckiej Reytanów. Ostatnim męskim potomkiem tego rodu był Józef Reytan zmarły w 1910. Do I wojny światowej właścicielką majątku była jego żona, Alina z Hartinghów Reytanowa, wywieziona w 1939 przez okupacyjne władze rosyjskie na Sybir, skąd zwolniona zmarła z wycieńczenia w 1945.
Innym współwłaścicielem Hruszówki był Henryk Grabowski (prawnuk Tadeusza Reytana i siostrzeniec Józefa Reytana) podobnie jak pradziadek w geście protestu podczas posiedzenia Sejmu Rzeczypospolitej 14 kwietnia 1921 r. sprzeciwiał się ratyfikacji traktatu ryskiego, uzasadniając to tym, że odcina on od kraju setki tysięcy Polaków za ustalonej granicy wschodniej i pozostawia je na pastwę rządów Rosjan. Zamordowany został we wrześniu 1939 r.
Rodzina Reytanów pobudowała w Hruszówce stadninę koni, browar, stację na trasie Wilno-Lwów, skąd ekspediowali drewno, przytułek dla inwalidów wojennych (nie tylko Polaków), dla którego potrzeb wybudowali obszerny magazyn chłodzony lodem z okolicznych stawów. Łożyli także na kształcenie utalentowanych dzieci z Hruszówki.

## Ludzie związani z miejscowością
20 sierpnia 1742 urodził się w Hruszówce, a 8 września 1780 zmarł Tadeusz Rejtan, uczestnik konfederacji barskiej, polski patriota.
W roku 1955 urodził się tutaj także ks. Sławomir Żarski – polski duchowny katolicki w stopniu pułkownika.

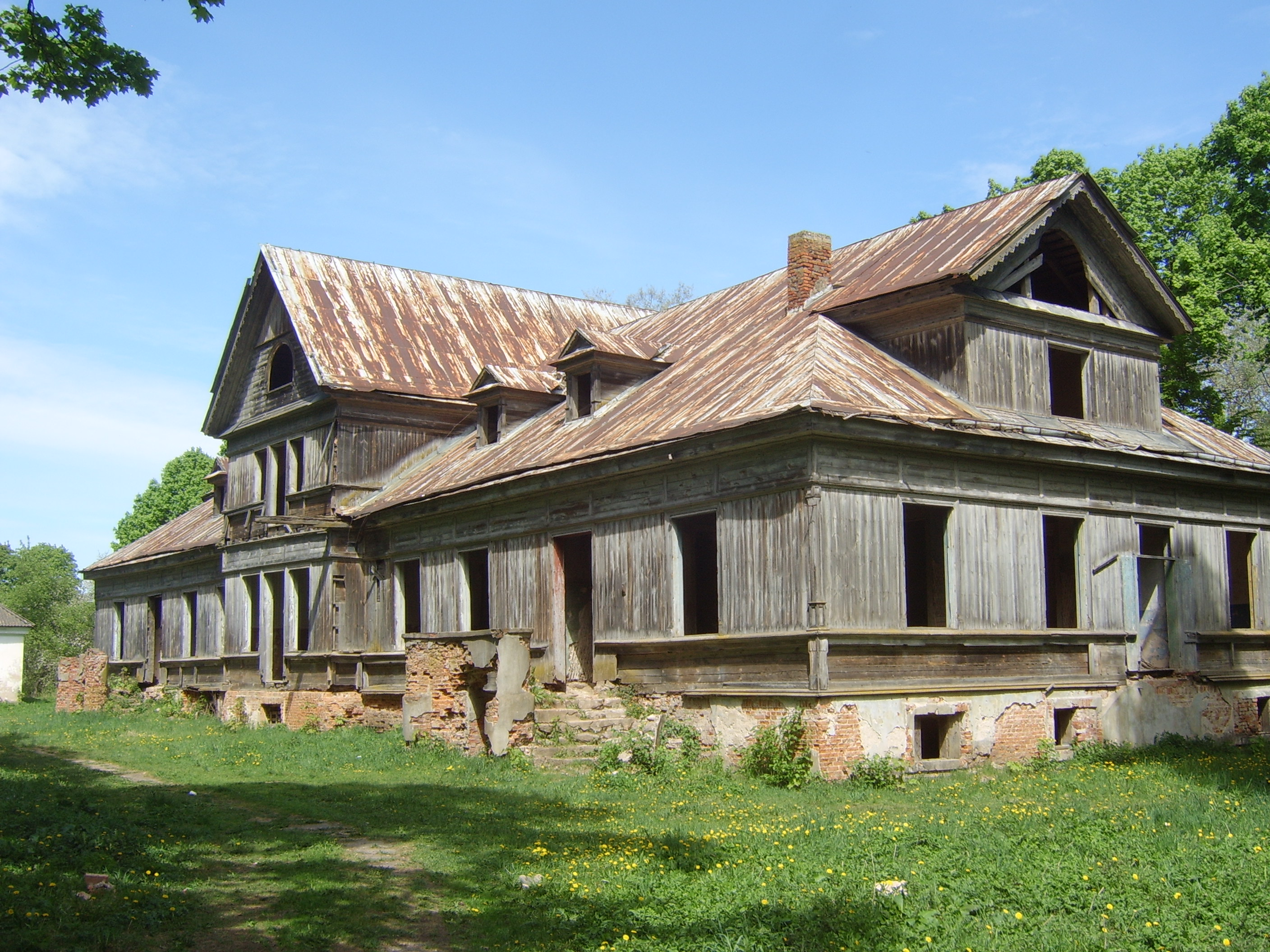
Dwór w Hruszówce
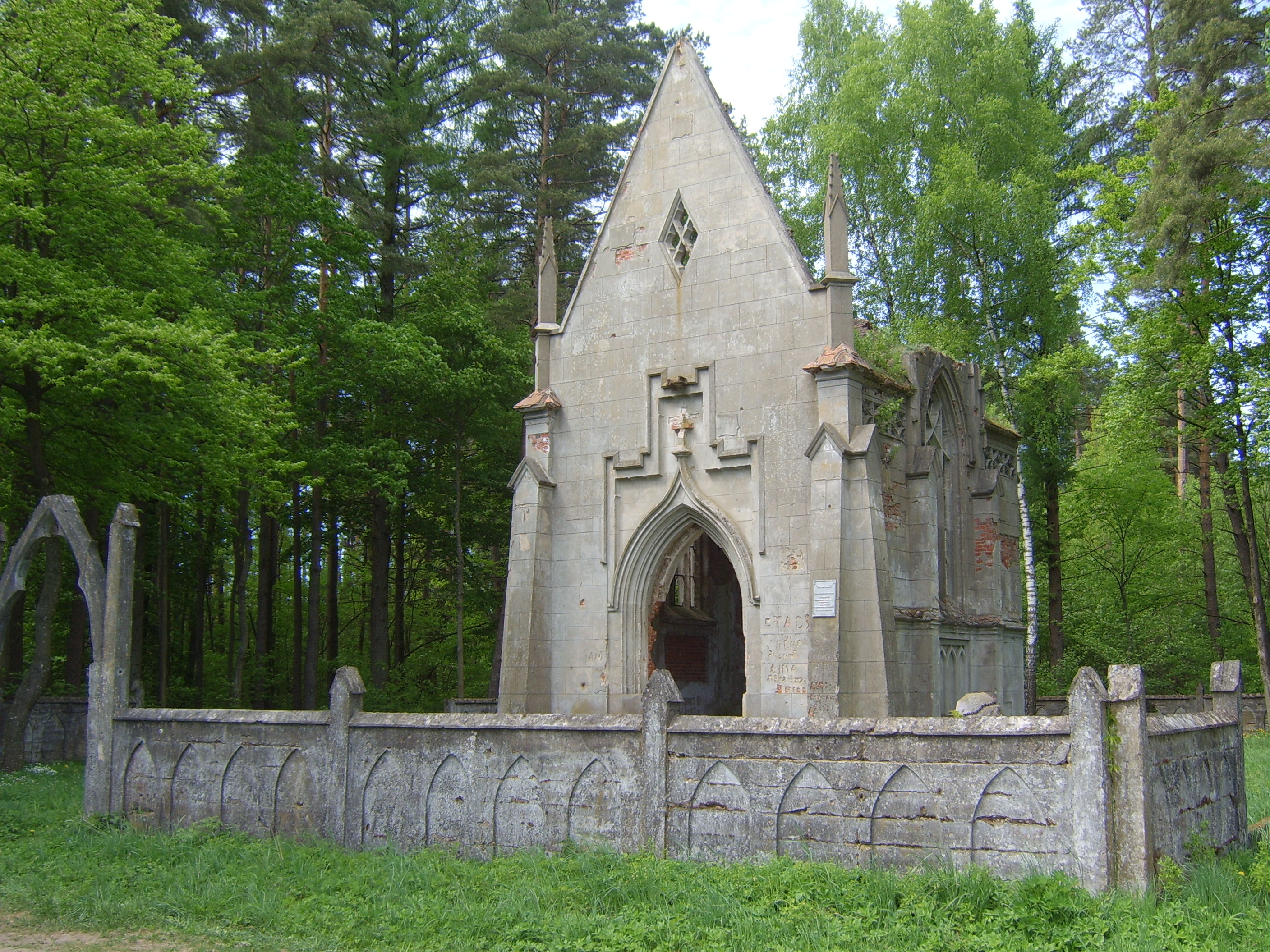
Kaplica Reytanów
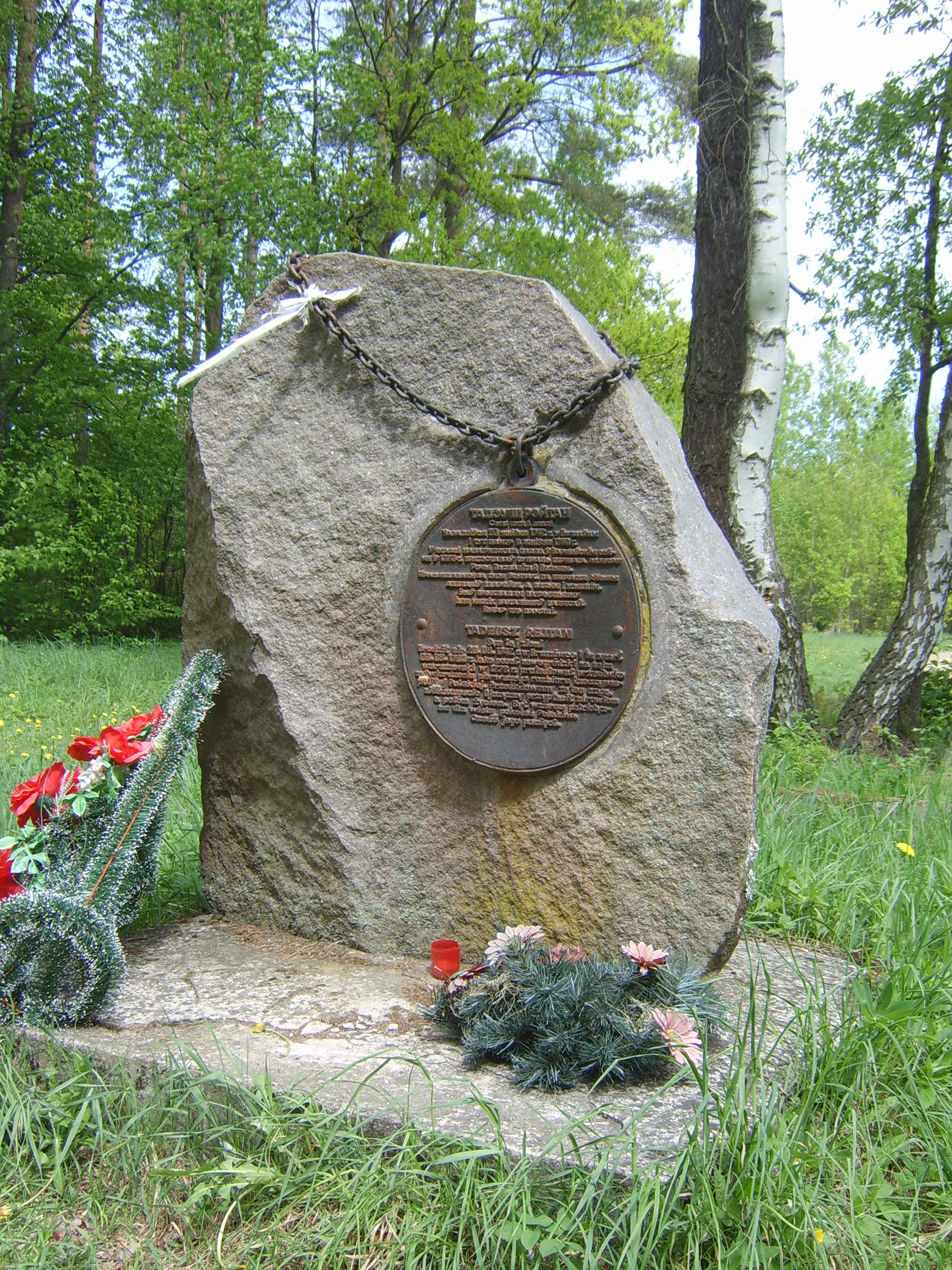
Kamień ku pamięci Tadeusza Rejtana ufundowany w 1994
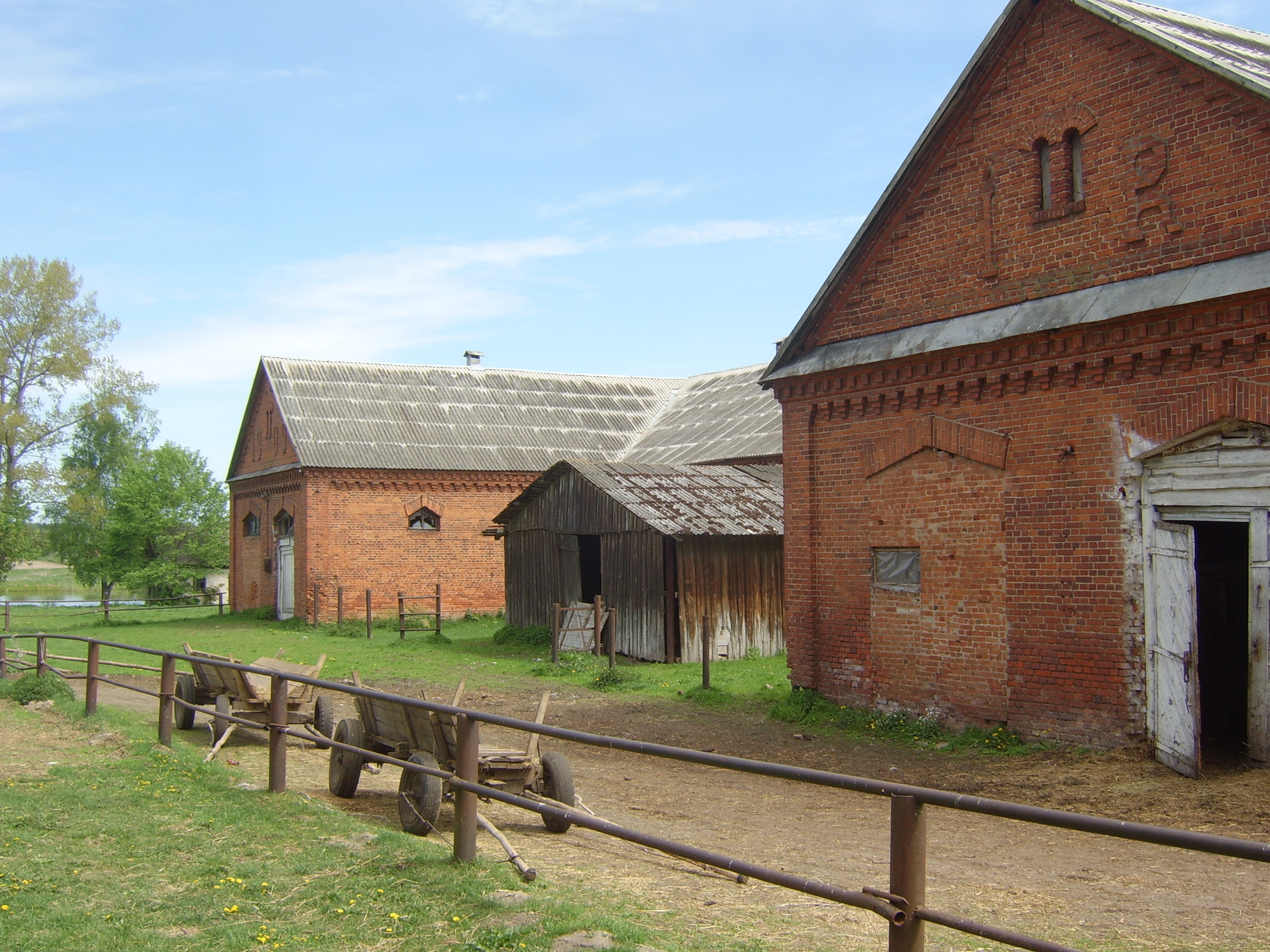
Stajnie przy dworze Tadeusza Rejtana